# Margreth Tüdinger
Margreth Tüdinger (* um 1455; † nach 1519) war eine Berner Weisse Begine.

## Leben
Margreth Tüdinger war die Tochter des Aegidius Tüdinger. Sie wurde im April 1470 erstmals bei ihrer Aufnahme in die Gemeinschaft der Beginen im «Bröwenhaus» erwähnt. Dieses war 1331 gegründet worden und hatte im 15. Jahrhundert immer mehr die Züge eines Frauenklosters angenommen. Als Meisterin des «Bröwenhauses» ist sie von April 1501 bis September 1520 belegt. Als vermutlich «stadtbekannte Persönlichkeit» wurde Tüdinger in vielen Testamenten bedacht. Zuletzt vermachte ihr der Chorherr des Vinzenzstiftes Marx Aeschler im 1519 September «ein silbernes Schälchen».

## Belege
1. ↑  Kathrin Utz Tremp: Margreth Tüdinger. In: Historisches Lexikon der Schweiz.  7. Januar 2014.
2. ↑  Helvetia Sacra, Band IX/2, S. 294.

| Personendaten    | Personendaten      |
| ---------------- | ------------------ |
| NAME             | Tüdinger, Margreth |
| KURZBESCHREIBUNG | Berner Begine      |
| GEBURTSDATUM     | um 1455            |
| STERBEDATUM      | nach 1519          |